# Čechy pod Kosířem (zámek)
Zámek v Čechách pod Kosířem je klasicistní stavba na okraji obce v romanticky laděném parku. Je znám především častými pobyty malíře Josefa Mánesa. Celý komplex zámku a parku je kulturní památkou.

## Historie

### Vodní tvrz
Ve 14. století (1359) zde stála vodní gotická tvrz obklopená dvěma rybníky. Její majitel Lúček z Čech vlastnil polovinu tvrze a část vsi. Druhá polovina patřila pánům z Kunštátu. Koncem 14. století Velislav z Meziboře Čechy sjednotil a roku 1416 tvrz i okolí koupil Jindřich z Kravař a Plumlova. Další majitelé byli páni z Boskovic a Pernštejna. Tvrz zanikla někdy v průběhu 15. století a k roku 1512 se uvádí již jako pustá.

### Renesanční tvrz
V roce 1550 koupil Čechy od Pernštejnů místodržící nejvyššího písařství Markrabství moravského vladyka Matyáš z Hartunkova a založil nové panství spolu se vsemi Služínem, Stařechovicemi, Lhotou a Kníničkami a učinil je středem nově založeného panství. Dal vybudovat patrovou budovu ve tvaru písmene L s průjezdní věží asi na místě jižního a západního křídla dnešního zámku. Z této renesanční tvrze se zachovala část kleneb a fragmenty výmalby, iluzivně napodobující architekturu a přírodní motivy.
Od roku 1583 tvrz vlastnili rody Pivců z Hradčan, Haugviců z Biskupic, Podštatských z Prusinovic, Sedlnických z Choltic. Posledními majiteli z domácí šlechty byli Skrbenští z Hříště.

### Zámek

#### Lichtenštejnové
V letech 1707–1716 byli majiteli Lichtenštejnové, a v období 1708–1716 byla tvrz za kněžny Marie Terezie Antonie z Lichtenštejna, dcery Jana Adama I. z Lichtenštejna (1662–1712) přestavěna na barokní čtyřkřídlý zámek s průčelím obráceným na jih.
Jan Adam I. z Lichtenštejna byl iniciátorem mnoha moravských stavebních podniků. V nedalekém Plumlově stavěl podle plánů svého otce okázalý zámek asi 20 let před stavební akcí v Čechách pod Kosířem. Dalšími majiteli panství byli Antonín Dominik Winkler z Winklenberka (1716–1732), Adam Hynek hrabě Berchtold (1732–1753), Jiří Antonín šlechtic Grechtler (1753–1768).

#### Silva–Taroucové
V roce 1768 české panství koupil císařský tajný rada hrabě Emanuel el Tellez da Silva-Tarouca, reprezentant rakouské větve původního velmi starého portugalského rodu, který z panství tímto zřizuje rodinný fideikomis a zakládá tak rakouskou (moravskou) linii rodu. On sám ani jeho jediný syn František Štěpán se však majetku v Čechách pod Kosířem příliš nevěnovali a většinou pobývali ve Vídni.
Teprve František Josef I. hrabě Silva-Tarouca (1773–1835) učinil ze zámku své sídlo a panství přivedl k hospodářskému rozkvětu. V roce 1810 zahájil rekonstrukci zchátralého východního křídla zámku a nechal strhnout věž, která od 16. století tvořila jeho charakteristickou siluetu. Hlavní jižní průčelí bylo upraveno do neoklasicistního vzhledu. Kolem zámku založil anglický park. Zemřel však ještě před dokončením úprav.

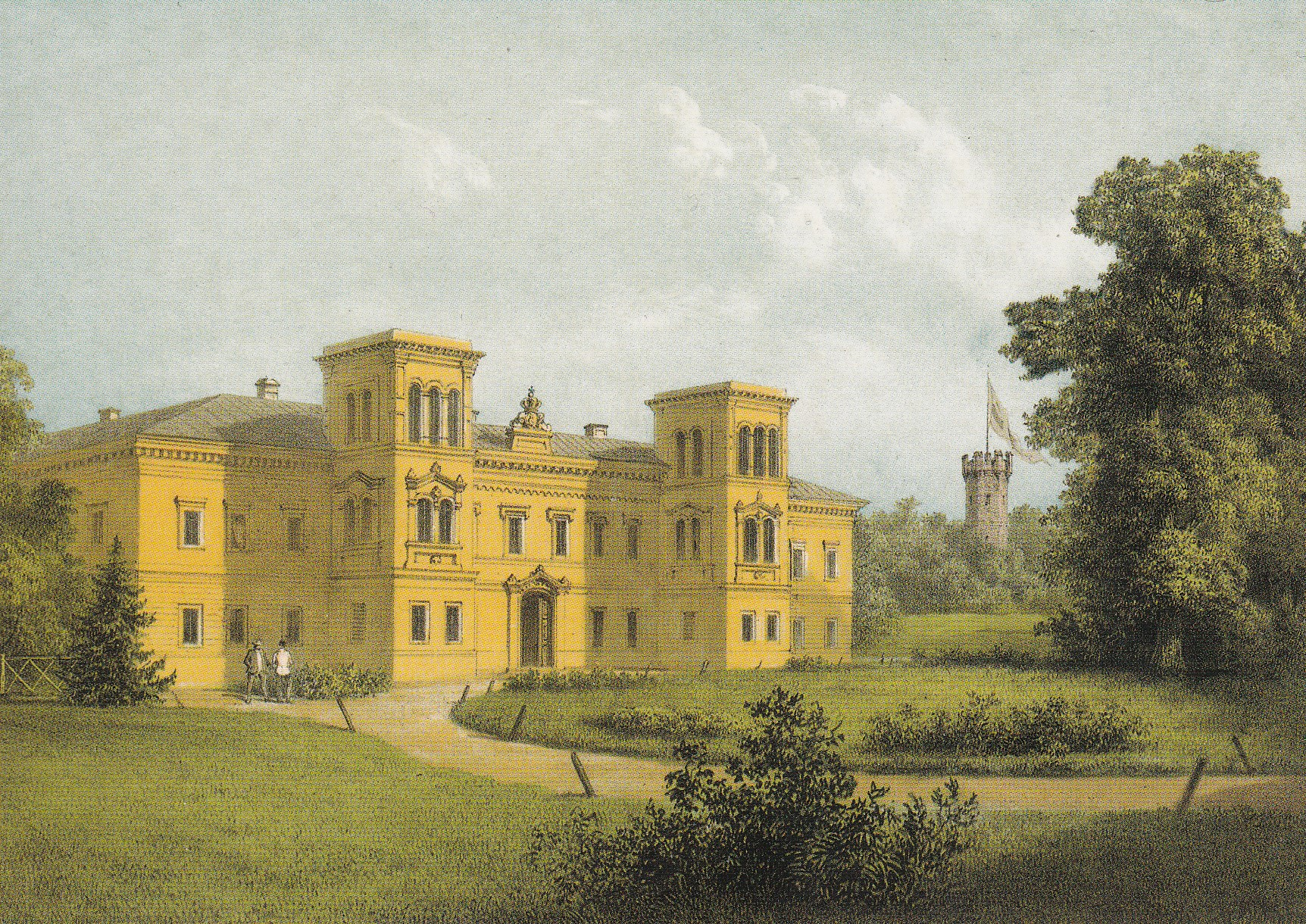
Zámek na lithografii z roku 1857

Hrabě Ervín Vilém Silva-Tarouca (1815–1846) zámek v letech 1839–1843 přestavěl v pozdně klasicistním slohu podle plánů J. E. Zerneckeho. Hlavní vstup byl přemístěn do západního křídla, k němuž byly přistavěny dvě hranolové věže. Z hlavního sálu na jižní straně se monumentálním schodištěm mohlo sejít přímo do parku. Zámek získal zcela novou podobu.
V letech 1852–1853 byla za Augusta Alexandra Silva-Taroucy (1818–1872) v sousedství zámku postavena pseudogotická oranžérie podle projektu Vojtěcha Ignáce Ullmana. Koncem čtyřicátých let vznikla vstupní sloupová hala s trojramenným schodištěm podle návrhu vídeňského architekta Leopolda Waltera. Získal do vlastnictví i další vzácné obrazy a založil bohatou knihovnu. V letech 1854–1855 bylo k východní straně zámku přistavěno nové křídlo se stájemi v přízemí a řadou pokojů v 1. patře.

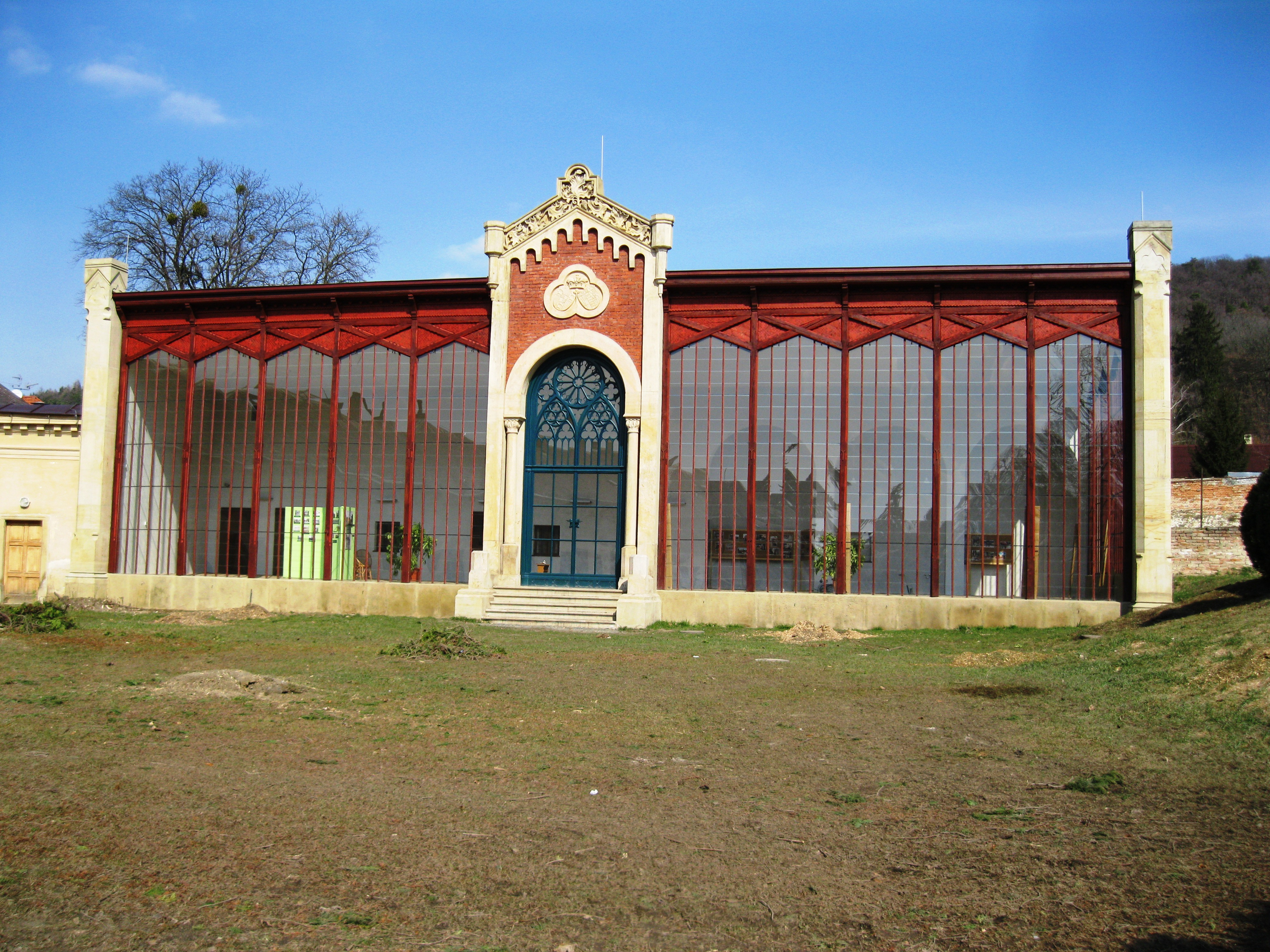
Oranžerie

Začátkem 20. století bylo průčelí upraveno snížením věžových rizalitů a na jižní straně byla nad vstupem vytvořena atika s balustrádou a alegorickými sochami. Dílčí úpravy exteriérů i interiérů byly provedeny v letech 1904–1906 za Františka Josefa II. Silva-Tarouca (1858–1936). V roce 1892 nechal vybudovat zámeckou kapli v prodlouženém východním křídle. V kapli visí obraz Petra Brandla, který byl nalezen při rekonstrukci počátkem 21. století. Nový vzhled dostaly tři reprezentativní místnosti jižního křídla.
Posledním příslušníkem rodu žijícím na zámku byl František Arnošt (1890–1943), který se hlásil vždy k české národnosti. Po jeho smrti zámek a celý majetek rodu v pozůstalostním řízení v letech 1945–1949 vyvlastněn československým státem, protože neměl přímého dědice a ostatní Silva-Taroucové za války přijali německé občanství.

#### Současný stav
V zámku bylo do roku 2005 sídlo Dětského domova a Speciální školy. V letech 1957–2011 byla v hlavním sále otevřena pro veřejnost Pamětní síň Josefa Mánesa. Od roku 2008 je majitelem památky Olomoucký kraj a je pod správou Vlastivědného muzea Olomouc. Roku 2011 byla zahájena postupná konzervační obnova celé památky. Slavnostní otevření pro veřejnost proběhlo 2. dubna 2016. 
V prvním patře jižního zámeckého křídla byla zřízena expozice, která má upomínat na poslední generaci majitelů panství, rod Silva-Tarouca. Interiéry byly vybaveny původním mobiliářem, který se podařilo dohledat a vyzdobeny díly Josefa Mánesa. U vchodu do zámku je osazena bronzová pamětní deska, která byla v roce 1932 v obci pořízena jako upomínka návštěv Josefa Mánesa.
Dne 2. dubna 2016 se na zámku otevřelo Muzeum filmů Zdeňka a Jana Svěrákových. Další samostatná expozice připomíná historii cyklistiky.

### Zámecký park

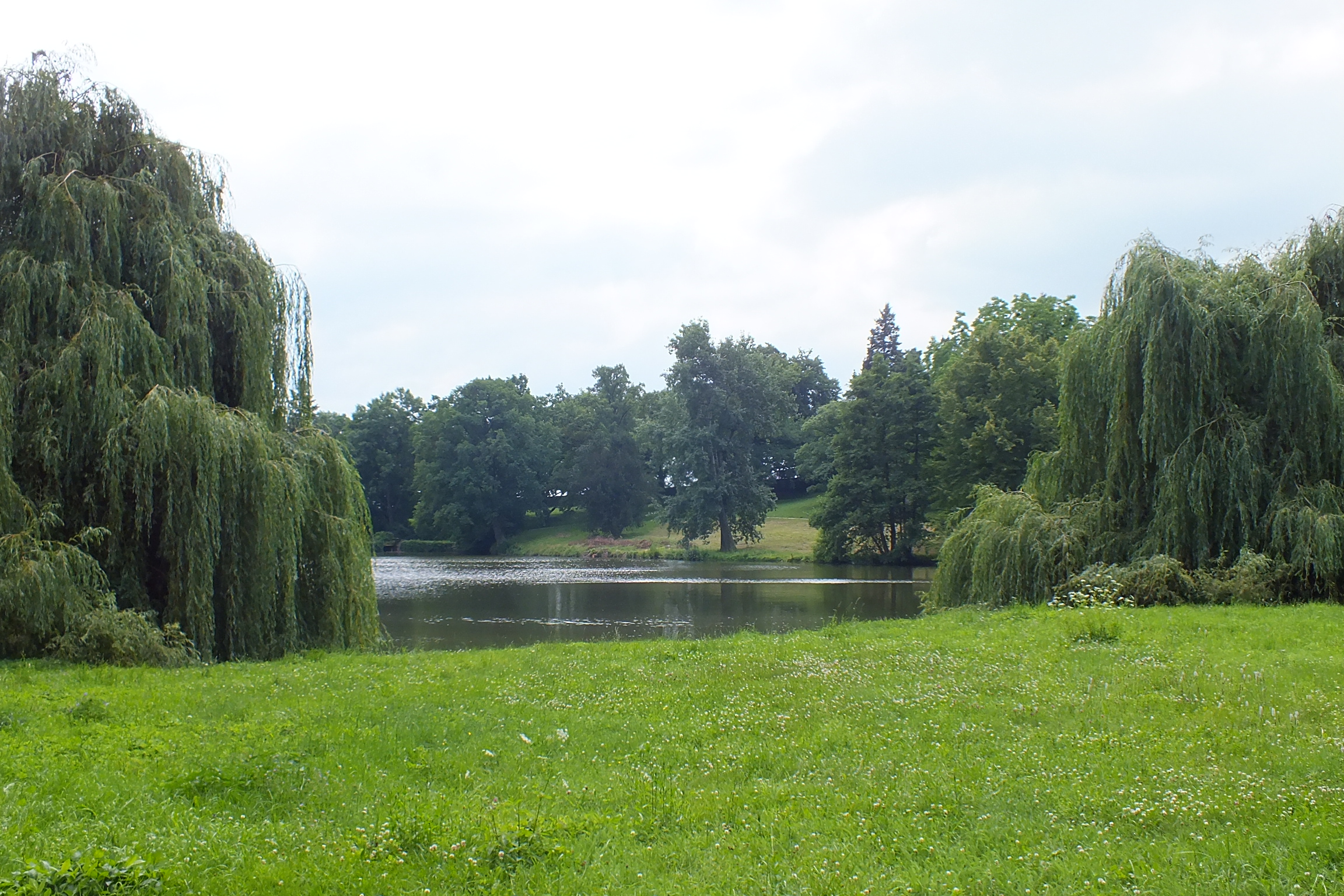
Zámecký park

Zámecký park začal v 70. letech 18. století budovat František Štěpán Silva-Tarouca jako barokní zahradu s vodními kanály, alejemi a romantickou květinovou výzdobou.
Velkorysou přestavbu okolí zámku v přírodně krajinářský park v anglickém stylu zahájil František Josef I. Silva–Tarouca ve 30. letech 19. století. Během dalších čtyřiceti let byla původně barokní zahrada rozšířena a přeměněna v přírodně krajinářský park (21,5 ha), navazující na zalesněné svahy Kosíře a oživený romantickými stavbami – novogotickou rozhlednou a skleníkem, zahradním altánem, který později sloužil Josefu Mánesovi jako letní ateliér. Součástí parku se staly i dva rybníky, síť vodních kanálů a malá jeskyně.
Další etapa krajinářských úprav je spojena s osobností Františka Josefa II. Silva-Tarouca, který se velmi zajímal o zahradní tvorbu a napsal na  téma krajinářství dvě  teoretické studie. V letech 1872–1936 byl jeho zásluhou obohacen sortiment dřevin, vysazeny nové jehličnany a zřízeny dva ornamentální záhony před průčelím zámku. Dal také vysázet dubovou alej, která původně vedla až ke kapli na hřebeni Velkého Kosíře. V současné době měří asi 500 metrů a je doplněna javory.
V dalších letech park nebyl udržován a celkově chátral. V 80. letech 20. století započala jeho postupná obnova. Od roku 2009 prošel postupně revitalizací podle projektu zahradního architekta Ing. Radka Pavlačky.
Opraveny byly také stavby, které jsou součástí zámeckého parku. V letech 2011–2012 prošla kompletní rekonstrukcí oranžerie, v roce 2016 Mánesův altán. Červená věž slouží jako rozhledna.
Park je volně přístupný veřejnosti.

## Popis

### Zámek
Zámek je čtyřkřídlá jednopatrová budova v klasicistním stylu obklopující dvůr čtvercového tvaru. Hlavní vstup je v západním křídle, před které byly přistavěny dvě hranolové věže. Fasáda je hladká, členěná kordonovou římsou, v přízemí s bosáží, prolomená pravoúhlými okny. Střecha sedlová. Na jižní straně vede monumentální schodiště do velkého sálu přes rizalit s třídílným portálem, který je završen ozdobnou římsou s balustrádou. Na ní je umístěna čtveřice alegorických soch bohyně jara, umění, vědy a úrody. K severnímu nároží přiléhá krátké křídlo s domácí kaplí sv. Jana Nepomuckého na konci.
Park o rozloze 21,5 ha obklopuje zámek ze tří stran. Dolní část se dvěma rybníky je spojena dubovou alejí s horní částí, která navazuje na lesní porost Velkého Kosíře. Tvoří významnou dendrologickou sbírku listnatých i jehličnatých porostů. 

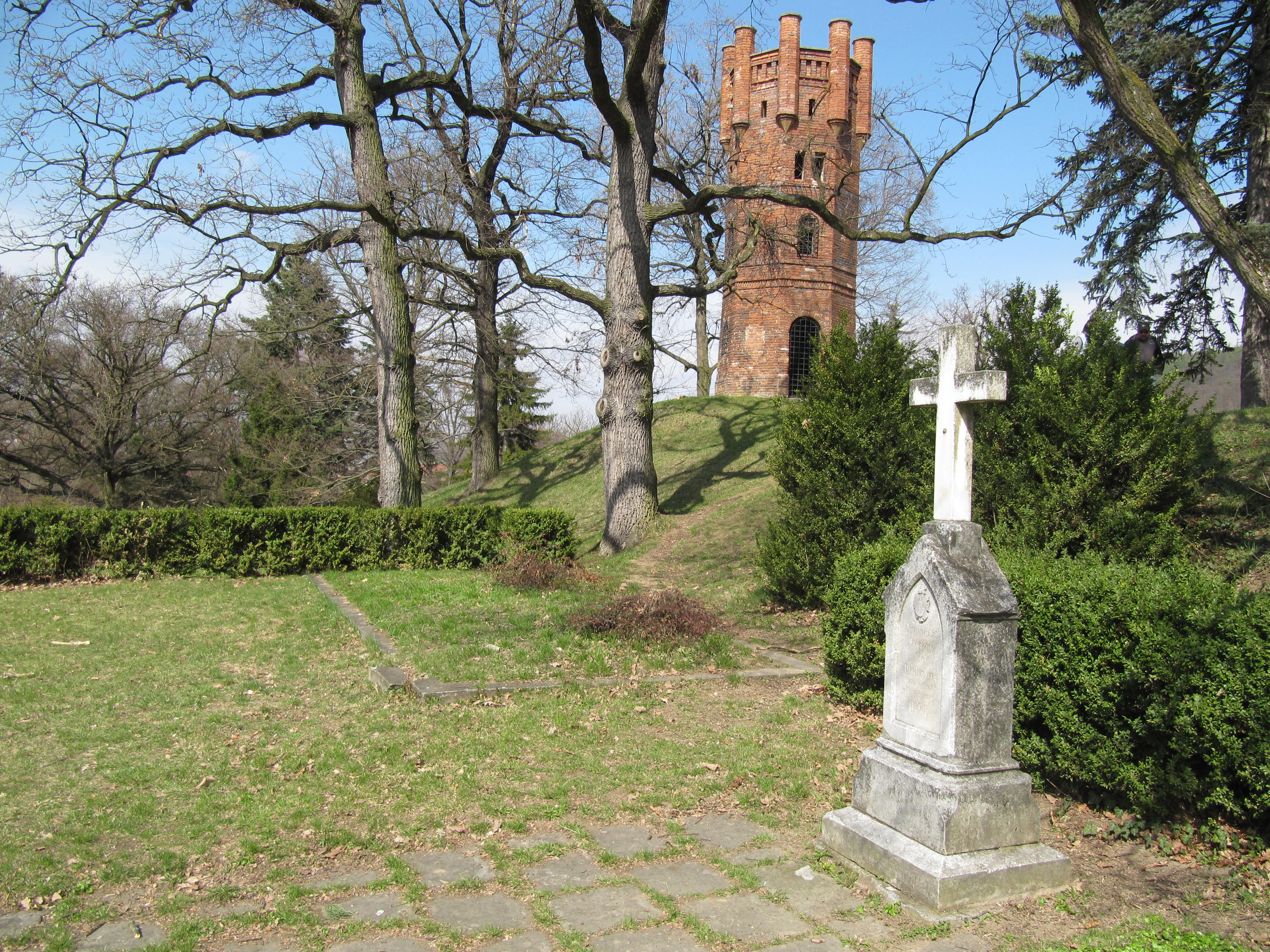
Novogotická rozhledna zámeckého parku v Čechách pod Kosířem se hřbitůvkem Silva-Tarouců.

Mánesův pavilon z roku 1842 je volně stojící stavba kruhového půdorysu v klasicistním stylu.  V průčelí je vchod se třemi půlkruhově zaklenutými arkádami, boční strany jsou prolomeny jedním vchodem. Hlavní konzolová římsa nese nízkou kupoli, střecha je ve tvaru helmy s hrotem na vrcholu.
Vyhlídková věž je pseudogotická stavba z červených cihel osmiúhelníkového půdorysu, postavená v roce 1842. Třípatrová stavba je vysoká 15 metrů. V přízemí je 5 půlkruhově zaklenutých oken a vchod. Je zakončena kordonovou římsou se zubořezem a kolem vyčnívá osm nárožních pilířků. 
Oranžérie z roku 1853 při jižní straně zámku má obdélníkový půdorys, na nárožích pilíře s ozdobnými hlavicemi. V průčelí je uprostřed prosklené fasády zasazen kruhově zakončený vstupní portál, ke kterému vedou čtyři schody. Rámová lizéna portálu přechází ve štít se zubořezem a obloučkovým vlysem. Nad vchodem je umístěn dekorativní znak s erby Augusta Alexandra Silva–Taroucy a jeho ženy Gizely podle návrhu Josefa Mánesa. Střecha skleníku je pultová. Je využívána k pěstování citrusů a přezimování exotických rostlin. Konají se zde i různé kulturní akce.
Hřbitůvek se nachází v blízkosti vyhlídkové věže. V roce 1921 sem dal hrabě František Josef II. přenést ostatky svých předků z hrobky pod místním kostelem, která byla zatopena spodní vodou. Jsou zde uloženy pozůstatky deseti členů rodu Silva-Tarouca. Nad hroby stojí dobový pomníček s křížem na památku hraběte Bedřicha Gallenberga, který zemřel při návštěvě zámku v roce 1862.

## Josef Mánes

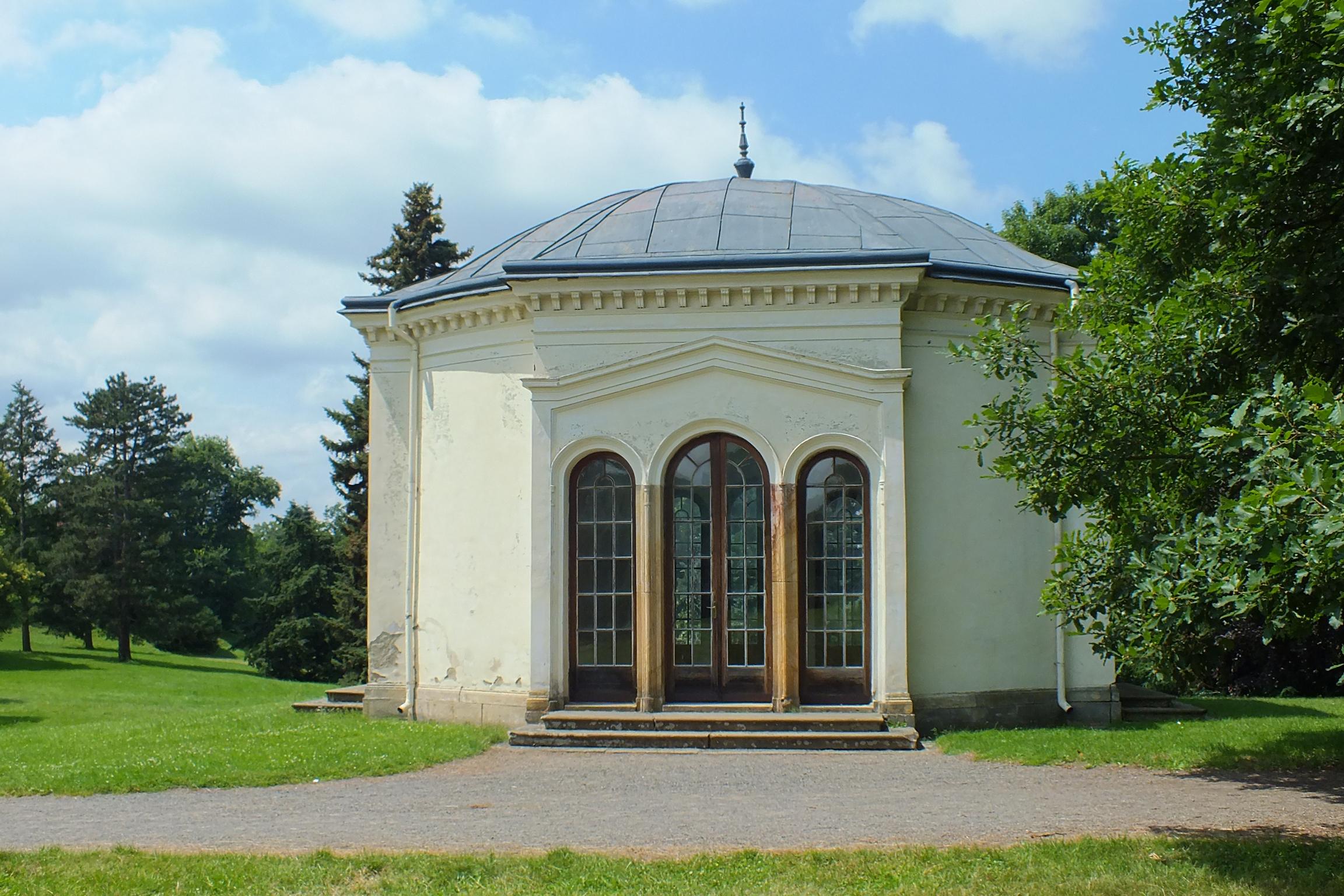
Empírový altán kdysi sloužil Josefu Mánesovi jako ateliér

Častým hostem rodiny hrabat Silva-Tarouca býval Josef Mánes. Hrabě Bedřich Silva-Tarouca totiž v letech 1835–1838 studoval v krajinářské škole profesora Antonína Mánesa na pražské Akademii; od této doby lze datovat přátelství Mánesovy rodiny s hrabaty Silva-Tarouca, které život a tvorbu Josefa Mánesa významně ovlivnilo. V letech 1846–1870 byl malíř častým hostem na zámku v Čechách pod Kosířem u Augusta Alexandra Silva–Taroucy, kde pobýval několik týdnů i měsíců. Kromě vlastní malířské tvorby se věnoval výuce členů hraběcí rodiny, radil jim pří úpravách zámku a parku, podnikal výlety do okolí. Vytvořil zde například cyklus perokreseb Život na panském sídle (1856) nebo olejomalby Hvězdná noc (po 1850), Políbení (1851), Příjezd hosta (1853–1855), Při měsíčku (1853–1855) a Červené paraplíčko (1855).
Jako ateliér údajně využíval Mánes klasicistní pavilon, který byl v parku vybudován v letech 1840–1843.
V roce 1958 orgány památkové péče realizovaly návrh Bohuslava Fuchse na uvedení tohoto letního Mánesova ateliéru do původního stavu z doby malířových pobytů v těchto místech. Od roku 2018 je v rekonstruovaném altánu instalována výstavka malířových kreseb a grafik s tematikou Hané.
V letech 1957–2011 byla na zámku pamětní síň Josefa Mánesa, která měla dvě místnosti. Počátky snah o její zřízení se datují již do 2. poloviny 19. století, neboť Silva-Taroucové vzhledem ke svým vztahům s Josefem Mánesem a díky svému pohostinství vlastnili množství větších i drobnějších jeho děl; zájem o Mánesovo dílo pak rostl především od počátku 20. století. Pamětní síň byla nicméně otevřena až 14. července 1957 a ukončena v září 2011 s připravovanou rekonstrukcí zámku. Po otevření zámku v roce 2016 se Mánesovy práce staly součástí výzdoby interiérů v nové zámecké expozici. Od roku 2019 je zde také samostatná expozice Mánesových kreseb, které vznikly přímo na zámku a jeho bronzová socha z dílny Karla Otáhala.